# 얀 슈토크르
얀 슈토크르(체코어: Jan Štokr, 1983년 1월 16일~)는 체코의 배구 선수로 포지션은 라이트이다. 2015년부터 2016년까지 V-리그의 수원 한국전력 빅스톰에서 뛰었다.